# Biig Piig
Jessica Smyth, mieux connue sous le nom de scène Biig Piig, est une chanteuse et rappeuse irlandaise. Depuis 2016, Biig Piig sort des singles et EP pendant plusieurs années, avant de publier la mixtape Bubblegum en 2023. Son premier album, 11:11, sort le 7 février 2025.

## Biographie

### Jeunesse
Biig Piig est née à Cork, en Irlande. Elle vit en Espagne de l'âge de 4 à 12 ans, après que sa famille ne déménage sur le conseil que le climat serait meilleur pour l'asthme de son frère. À son retour avec sa famille en Irlande, elle ne peut d'abord lire et écrire qu'en espagnol, et doit se réintégrer dans la culture irlandaise. À l'âge de 14 ans, elle déménage avec sa famille dans l'ouest de Londres, où elle travaille comme croupière de poker en fin de soirée, et où ses parents tiennent toujours un pub,.
Alors qu'elle suit un cours de technologie musicale au Richmond College, Biig Piig rencontre Lava La Rue, la fondatrice et directrice créative de NiNE8, un collectif de jeunes artistes DIY partageant les mêmes idées. Biig Piig rejoint ensuite NiNE8, et durant cette période, se produit dans les micros ouverts de Soho, trouvant une nouvelle voix lors d'une session de freestyle en 2015. C'est lors de cette session de freestyle que Biig Piig rencontre Mac Wetha, avec qui elle commence à écrire et qui devient un producteur important pour elle.

### Carrière
Biig Piig explique que ce nom « ne m'oblige pas à me comporter d'une certaine façon - je peux être à la fois bordélique, mais également mignonne et bien organisée »,.
En 2016, Biig Piig commence à publier sa musique sur SoundCloud. En 2017, son single Vice City attire l'attention de la plateforme de musique numérique Colors, qui l'invite à enregistrer une session vidéo en direct de la chanson dans ses studios de Berlin. Sorti le 13 avril, il constitue une percée pour elle et est visionné plus de neuf millions de fois sur YouTube et diffusé plus de sept millions de fois sur Spotify. Elle enchaîne avec les singles 24K et Perdida. Ce dernier la fait remarquer. Le 27 avril 2018, elle publie le premier d'une trilogie de projets, l'EP de cinq titres Big Fan of the Sesh, Vol 1, dont la suite, A World Without Snooze, Vol 2, suit le 22 mars 2019. En juin de la même année, elle signe avec RCA Records, publiant le titre Roses and Gold le 2 octobre 2019 avant une tournée européenne en tête d'affiche et sa première sortie officielle sur le label Sunny, produite par Zach Nahome. Le troisième de sa trilogie, No Place For Patience, Vol. 3, son premier EP sur RCA, sort en novembre 2019, suivi du dernier EP The Sky Is Bleeding en 2020, après une série de singles percutants, notamment Switch, Don't Turn Around et Feels Right avec des streams combinés de plus de 60 millions.
Biig Piig assure la première partie de la tournée Dreamland de Glass Animals en novembre 2021.
En 2021, elle collabore avec Metronomy sur leur single 405. Son single Fun sort le 14 juin 2022. Biig Piig figure sur le single Rainbow Tables de Bien et Toi, sorti en août 2022. En septembre 2022, elle sort le single Kerosene, coécrit avec Zach Nahome et Maverick Sabre.

## Discographie

### Albums studio
- 2025 : 11:11

### Mixtape
- 2023 : Bubblegum

### EP
- 2018 : Big Fan of the Sesh, Vol. 1
- 2019 : A World Without Snooze, Vol. 2
- 2019 : No Place for Patience, Vol. 3
- 2021 : The Sky Is Bleeding